# Collingwood Heights
Collingwood Heights ist ein Stadtteil von Albany im australischen Bundesstaat Western Australia.

## Geografie
Im Süden grenzt der Stadtteil an Spencer Park, Seppings und Collingwood Park, im Osten an Emu Point, im Westen an Lange und Yakamia und im Norden an Bayonet Head.
Am östlichen Ende des Stadtteils grenzt dieser leicht an den Oyster Harbour, einer Nebenbucht des King George Sounds.

## Infrastruktur
Collingwood Heights hat eine eigene Schule, das Australian Christian College – Southlands. Es gibt zwei städtische Parks, den Hull Park und den Breaksea Park. Außerdem gibt es einen Sportplatz.
Collingwood Heights wird von der Buslinie 804 bedient.

## Bevölkerung
Der Ort Collingwood Heights hatte 2016 eine Bevölkerung von 676 Menschen, davon 49,8 % männlich und 50,2 % weiblich. 2,1 % der Bewohner (14 Personen) sind Aborigines oder Torres-Strait-Insulaner.
Das durchschnittliche Alter in Collingwood Heights liegt bei 39 Jahren, ein Jahr über dem australischen Durchschnitt von 38 Jahren.